# 托普拉河畔弗拉諾夫

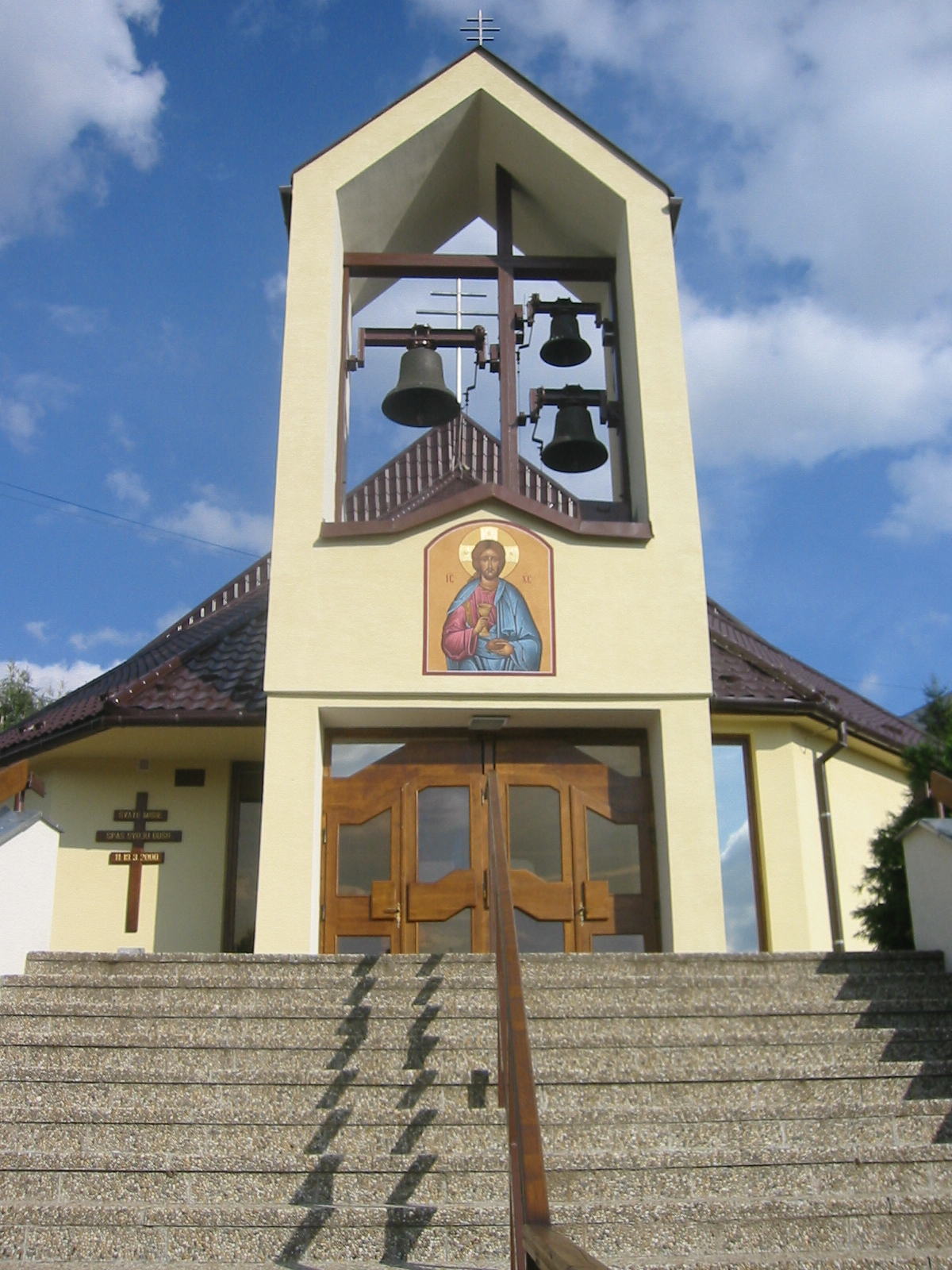

托普拉河畔弗拉諾夫是斯洛伐克的城鎮，位於該國東部，由普列索夫州負責管轄，面積31.10平方公里，海拔高度132米，2005年人口23,063，其中六成居民信奉羅馬天主教。

## 外部連結
- Town website （页面存档备份，存于）